# Момент импулса
Момент импулса (познат и као момент количине кретања или угаони момент) је физичка величина којом се мери настојање материјалног тела да настави да ротира. Формално се дефинише као:
- Векторски производ вектора положаја тела мереног од изабране референтне тачке и његовог импулса.
- Производ момента инерције и угаоне брзине.

Моментом импулса се изражава како кретање тела по орбити (кружење Земље око Сунца) тако и ротација тела око сопственог центра масе (ротација Земље око сопствене осе).
Момент импулса је векторска величина, дакле, поседује интензитет, правац и смер. Правац вектора момента импулса је нормалан на раван орбите тела (паралелан са осом ротације) и поклапа се са правцем вектора угаоне брзине. Момент импулса има димензије дејства, ML2T-1 и у МКС систему изражава се у Џул-секундама J s ili N m s, а СИ јединица за момент импулса је kgm²s-1 (килограм метар на квадрат по секунди ).
Момент импулса је одржан, дакле, за њега важи закон одржања (конзервације). Према овом закону, момент импулса физичког система остаје константан (непромењен) док га не промени спољашња сила, тачније момент силе. Или, еквивалентно томе, момент силе једнак је брзини промене момента импулса. Када круто тело ротира, његово противљење промени ротационог кретања мери се његовим моментом инерције.
Момент импулса је концепт значајан не само за физику (Квантна механика је заснована на дискретности орбиталног и сопственог (спинског) момента импулса електрона); у астрономији за кретање небеских тела; у инжињерству (ускладиштена енергија у телу које ротира, као што је замајац, пропорционална је квадрату момента импулса, рад жироскопа, техничког уређаја који служи за оријентацију у простору (жироскопски компас) или стабилизацију положаја неких уређаја (Хаблов свемирски телескоп, нишанске справе у тенковима) заснива се на закону одржања момента импулса); у свакодневном животу (пируете клизача на леду, вратоломије скакача у воду, вожња бициклом, чигра, јо-јо...).

## Момент импулса у класичној механици

### Дефиниција
Момент импулса честице у односу на извориште координатног система дефинише се као:
{\displaystyle {\vec {L}}={\vec {r}}\times {\vec {p}}}
где је:
{\displaystyle {\vec {L}}} — момент импулса честице
{\displaystyle {\vec {r}}} — вектор положаја честице у односу на извориште координатног система
{\displaystyle {\vec {p}}} — импулс честице,
a
{\displaystyle \times \,} — је ознака за векторски производ наведених величина.
Или другим речима, вектор момента импулса једнак је векторском производу вектора положаја и импулса честице.
СИ јединица за момент импулса је њутн метар секунд, а његова ознака је Nms (kgm²s-1).
С обзиром да се добија векторским множењем, {\displaystyle {\vec {L}}} је псеудовектор чији је правац нормалан (под правим углом) и на радијус вектор {\displaystyle {\vec {r}}}, а и на вектор импулса {\displaystyle {\vec {p}}}.
Ако се механички систем састоји од више честица, његов момент импулса у односу на извориште координатног система може се добити сабирањем (или интегрирањем) момената импулса свих честица у систему. Интензитет (бројна вредност) момента импулса може се такође израчунати и множењем квадрата удаљености r, затим масе честице (m) и њене угаоне брзине ({\displaystyle \omega }).
У многим применама где је једино од интереса ротација око једне осе, довољно је да се занемари псеудовекторска природа момента импулса, и да се према њему односи као према скалару који је позитиван када се ротација врши супротно од смера кретања казаљки на сату (посматрано са врха вектора L), а негативан за ротацију у смеру кретања казаљки на сату. За то је довољно узети дефиницију векторског производа и одбацити јединични вектор, тако да момент импулса постаје:
{\displaystyle L=|{\vec {r}}||{\vec {p}}|\sin \theta _{r,p}}
Где је θr,p угао између {\displaystyle {\vec {r}}} i {\displaystyle {\vec {p}}}, и то, треба нагласити, мерен од {\displaystyle {\vec {r}}} ka {\displaystyle {\vec {p}}}, што је важно да знак векторског производа не би изгубио свој смисао. На основу горњег, могуће је преформулисати дефиницију момента импулса на следећи начин:
{\displaystyle L=\pm |{\vec {p}}||{\vec {r}}_{\perp }|}
Где је {\displaystyle {\vec {r}}_{\perp }} растојање које се код полуге назива “крак” или крачно растојање до {\displaystyle {\vec {p}}}.
Најлакши начин да се ово концептуализује је да се крак схвати као најкраће растојање од изворишта координатног система до праве дуж које је вектор {\displaystyle {\vec {p}}} усмерен. Уз ову дефиницију, неопходно је узети у обзир и смер од {\displaystyle {\vec {p}}} (у смеру или супротно од смера кретања казаљки на сату) у зависности од смера {\displaystyle {\vec {L}}}. Еквивалентно томе:
{\displaystyle L=\pm |{\vec {r}}||{\vec {p}}_{\perp }|}
Где је {\displaystyle {\vec {p}}_{\perp }} компонента вектора {\displaystyle {\vec {p}}} која је попречна на вектор {\displaystyle {\vec {r}}}. Као и у претходном случају, знак је одређен на основу смера ротације.
За тело константне масе које ротира око фиксиране (учвршћене) осе симетрије, момент импулса је изражен као производ момента инерције тела и његовог вектора угаоне брзине:
{\displaystyle {\vec {L}}=I{\vec {\omega }}}
где је:
{\displaystyle I\,} - момент инерције тела (у општем случају то је тензорска величина
{\displaystyle \mathbf {\omega } } - угаона брзина

### Одржање момента импулса
У изолованом систему момент импулса се одржава (константан је). Овај закон одржања математички следи из изотропности простора као једне од његових симетрија (не постоје истакнути правци у простору него су сви правци у простору равноправни или еквиваленти, .
Први извод момента импулса по времену назива се момент силе:
{\displaystyle {\vec {M}}={\frac {\mathrm {d} {\vec {L}}}{\mathrm {d} t}}={\vec {r}}\times {\frac {\mathrm {d} {\vec {p}}}{\mathrm {d} t}}={\vec {r}}\times {\vec {F}}}
(момент силе на енглеском говорном подручју обележава се грчким словом „тау“ ({\displaystyle \tau }), (као што је случај и на горњој слици) од енглеског назива за ову величину торк (torque) )
Тако да, услов да систем буде изолован овде се може изразити изједначавањем спољашњег момента силе са нулом:
{\displaystyle {\vec {L}}_{\mathrm {sistema} }=\mathrm {const} \leftrightarrow \sum {\vec {M}}_{\mathrm {ext} }=0}
где је {\displaystyle {\vec {M}}_{ext}} било који момент спољашњих (екстерналних) сила које делују на систем честица.
Код планетарних орбита, момент импулса се расподељује између сопственог момента импулса (ротације око сопствене осе) и орбиталног момента импулса око заједничког центра масе (у нашем систему то је Сунце).
Ако се утврди да планета ротира спорије него што се очекује, тада астрономи обично посумњају да је она праћена неким својим сателитом, пошто се укупни момент импулса у том случају дели између планете и њеног сателита тако да буде задовољено одржање момента импулса.
Одржање момента импулса се користи код описа кретања под утицајем централних сила. Јер, ако је сила која делује на неко тело усмерена увек ка некој фиксираној тачки, „центру“, тада је момент ове силе у односу на „центар“ једнак нули и, према томе, момент импулса тела у односу на „центар“ је константан.
На тај начин показује се да је константни момент импулса изузетно користан када имамо посла са орбитама планета и њихових сателита или, такође, када анализирамо Боров модел атома .
Конзервација момента импулса објашњава и угаоно убрзање у примеру клизања на леду, када клизачи примичу своје руке и ноге ближе вертикалној оси ротације. Примицањем делова масе свога тела ближе оси ротације они смањују момент инерције свога тела. Пошто је момент импулса константан у одсуству спољашњег момента силе, као што је то у овоме случају, угаона брзина (брзина ротације) клизача се повећава.
Феномен сличан овоме је и екстремно брза ротација компактних звезда (као што су бели патуљци, пулсари или хипотетичке црне рупе) које настају сажимањем много већих звезда које много спорије ротирају (заиста, смањење величине објекта за 104 пута резултује у повећању угаоне брзине за множилац 108).

## Момент импулса у релативистичкој механици
У модерној теоријској физици, с краја 20 века, момент импулса је описан једним другачијим математичким формализмом. У овом формализму, момент импулса је диференцијална форма Нетериног (Еми Нетер) наелектрисања повезаног са инваријантношћу особина физичког система на ротације координатног система. („наелектрисање“ се овде схвата много апстрактније него у класичној електродинамици. Оно је генератор континуалне (непрекидне) симетрије проучаваног физичког система. Када систем има симетрију било које врсте, теорема Еми Нетер имплицира постојање конзервисане (оне која се одржава) струје. Ствари које „теку“ у овој струји зову се „наелектрисање“ и оно је генератор групе локалне симетрије). Као резултат, момент импулса није конзервисан у закривљеном простору Ајнштајнове опште релативности, осим ако се деси да је асимптотски инваријантан на ротације. За систем тачкастих честица без икаквог унутрашњег (сопственог) момента импулса, произилази да је:
{\displaystyle \sum _{i}{\vec {r}}_{i}\wedge {\vec {p}}_{i}}
(Овде је употребљен спољашњи производ)

## Момент импулса у квантној механици
У квантној механици, момент импулса је квантован, што значи да не може да има произвољну вредност и да се мења континуално, већ дозвољене вредности које може да има припадају дискретном скупу. Момент импулса субатомских честица, који одговара њиховом кретању кроз простор, је увек целобројни умножак од {\displaystyle \hbar } (Константа Ће). Поред овог спољашњег момента импулса, показало се да субатомске честице поседују још један степен слободе који је назван унутрашњи (сопствени) момент импулса или спин. Спин једне елементарне честице има може да има само полуцеле вредности константе {\displaystyle \hbar }, односно изражен је у јединицама {\displaystyle \hbar /2}. Спински момент импулса постоји независно од кретања честице.

### Математичка формулација
Математички, момент импулса, као и сам импулс, у квантној механици дефинише се као оператор који делује на таласну функцију:
{\displaystyle \mathbf {L} =\mathbf {r} \times \mathbf {p} }
где су r i p оператори положаја и импулса. Квантитативне вредности момента импулса су својствене вредности овог оператора.
За појединачну честицу без наелектрисања и неурачунавајући спин, оператор момента импулса се у стандардној форми записује као:
{\displaystyle \mathbf {L} =-i\hbar (\mathbf {r} \times \nabla ),}
где је {\displaystyle \nabla } оператор градијента.
Класична дефиниција момента импулса, као {\displaystyle {\vec {L}}={\vec {r}}\times {\vec {p}}} зависи од оператора положаја и оператора брзине. Из Хајзенберговог принципа неодређености познато је да није могуће за оба оператора истовремено измерити њихове вредности са произвољно великом тачношћу. У складу с тиме, постоје ограничења и за квантно-механичко мерење момента импулса неке честице. Није могуће истовремено одредити вредности све три компоненте момента импулса, већ највише две. С обзиром на предности које ће дати при комутирању, за једну од тих компоненти узима се квадрат момента импулса {\displaystyle {\vec {L}}^{2}} и једна од компоненти момента импулса усмерену дуж једне од оса координатног система. По конвенцији се узима z компонента, {\displaystyle L_{z}} .
Компоненте момента импулса имају следеће особине:
{\displaystyle [L_{i},L_{j}]=i\hbar \epsilon _{ijk}L_{k}}
{\displaystyle \left[L_{i},L^{2}\right]=0}
{\displaystyle \left[L_{i},H\right]=0}.
Својствене вредности за квадрат момента импулса и његову z компоненту су:
{\displaystyle \ L^{2}=\hbar ^{2}l(l+1)}
{\displaystyle \ L_{z}=m\hbar }
где је l орбитални а m магнетни квантни број.

### Сферне координате
Оператори момента импулса обично се појављују приликом решавања проблема сферне симетричности у сферним координатама. Тада је момент импулса у простору представљен као:
{\displaystyle \ {\frac {-1}{\hbar ^{2}}}L^{2}={\frac {1}{\sin \theta }}{\frac {\partial }{\partial \theta }}\left(\sin \theta {\frac {\partial }{\partial \theta }}\right)+{\frac {1}{\sin ^{2}\theta }}{\frac {\partial ^{2}}{\partial \phi ^{2}}}}
Када нађемо решења својствених стања овог оператора добијамо
{\displaystyle L^{2}|l,m\rangle ={\hbar }^{2}l(l+1)|l,m\rangle }
{\displaystyle L_{z}|l,m\rangle =\hbar m|l,m\rangle }
где су
{\displaystyle \langle \theta ,\phi |l,m\rangle =Y_{l,m}(\theta ,\phi )}
сферни хармоници.

## Момент импулса у електродинамици
Када се описује кретање наелектрисаних честица у присуству електромагнетског поља, канонички импулс p није калибрационо инваријантан (енгл. gauge invariant). Као последица тога, канонички момент импулса {\displaystyle {\vec {L}}={\vec {r}}\times {\vec {p}}} такође није калибрационо инваријантан. Уместо тога, импулс који је физички (није канонички), тзв. „кинетички импулс“ задат је са:
{\displaystyle {\vec {p}}-{\frac {e{\vec {A}}}{c}}}
где је e - наелектрисање, c - брзина светлости и A је векторски потенцијал електромагнетског поља. Тако, на пример, калибрационо (гејџ) инваријантни Хамилтонијан наелектрисане честице масе m у електромагнетском пољу је тада
{\displaystyle H={\frac {1}{2m}}\left({\vec {p}}-{\frac {e{\vec {A}}}{c}}\right)^{2}+e\phi }
где је {\displaystyle \phi } скаларни потенцијал. Ово је Хамилтонијан који даје Лоренцову силу. Калибрационо-инваријантни момент импулса, или “кинетички момент импулса” дат је са :
{\displaystyle {\vec {K}}={\vec {r}}\times \left({\vec {p}}-{\frac {e{\vec {A}}}{c}}\right)}

Повезивање овога са квантном механиком биће дискутовано у чланку о каноничким комутационим релацијама.